# مسابقه آواز یوروویژن ۲۰۲۲
مسابقه آواز یوروویژن ۲۰۲۲ شصت و ششمین دوره مسابقه آواز یوروویژن است. قرار است پس از پیروزی این کشور در مسابقه ۲۰۲۱ با آهنگ «زیتی ا بونی» از مانسکین در تورین ایتالیا برگزار شود. این مسابقه که توسط اتحادیه پخش برنامه‌های اروپایی (EBU) و پخش کننده رادیو تلویزیون ایتالیا (RAI) برگزار می‌شود، در پالا آلپیتور برگزار می‌شود و شامل دو نیمه نهایی در ۱۰ و ۱۲ می و یک فینال در ۱۴ می ۲۰۲۲ خواهد بود. این سه برنامه زنده توسط مجری تلویزیون ایتالیایی الساندرو کاتلان، خواننده لورا پاوسینی و خواننده بریتانیایی لبنانی میکا برگزار خواهد شد. این سومین باری خواهد بود که ایتالیا میزبان این مسابقه است (که قبلاً میزبانی نسخه ۱۹۶۵ در ناپل و نسخه ۱۹۹۱ در رم بوده‌است) و همچنین اولین رویداد EBU است که در این کشور از زمان آخرین دوره مسابقات (۱۹۹۹) Jeux sans Frontières در این کشور برگزار می‌شود. چهل کشور در این مسابقه شرکت خواهند کرد که ارمنستان و مونته‌نگرو پس از غیبت خود در دوره قبلی بازمی‌گردند. روسیه در ابتدا قصد داشت شرکت کند، اما به دلیل تهاجم این کشور به اوکراین کنار گذاشته شد.
گروه اوکراینی کالوش در این رقابتها به مقام نخست دست یافتند.

### نیمه‌نهایی ۱
| R/O | کشور"     | هنرمند                        | ترانه                     | زبان                    | امتیازات" | مکان" |
| --- | --------- | ----------------------------- | ------------------------- | ----------------------- | --------- | ----- |
| ۰۱  | آلبانی    | رونلا حاجتی                   | "Sekret"                  | زبان آلبانیایی, English | ۵۸        | ۱۲    |
| ۰۲  | لتونی     | سیتی زنی                      | "Eat Your Salad"          | انگلیسی                 | ۵۵        | ۱۴    |
| ۰۳  | لیتوانی   | مونیکا لیو                    | "Sentimentai"             | زبان لیتوانیایی         | ۱۵۹       | ۷     |
| ۰۴  | سوئیس     | ماریوس بر                     | "Boys Do Cry"             | انگلیسی                 | ۱۱۸       | ۹     |
| ۰۵  | اسلوونی   | لست پیزا اسلایس               | "Disko"                   | زبان اسلوونیایی         | ۱۵        | ۱۷    |
| ۰۶  | اوکراین   | کالوش                         | "Stefania" (Стефанія)     | زبان اوکراینی           | ۳۳۷       | ۱     |
| ۰۷  | بلغارستان | اینتلجنت میوزیک پروجکت        | "Intention"               | انگلیسی                 | ۲۹        | ۱۶    |
| ۰۸  | هلند      | اس۱۰                          | "De diepte"               | زبان هلندی              | ۲۲۱       | ۲     |
| ۰۹  | مولدووا   | زدوب سی زدوب و آدواهوو برادرز | "Trenulețul"              | زبان رومانیایی, انگلیسی | ۱۵۴       | ۸     |
| ۱۰  | پرتغال    | مارو                          | "Saudade, saudade"        | انگلیسی, زبان پرتغالی   | ۲۰۸       | ۴     |
| ۱۱  | کرواسی    | میا دیمشیچ                    | "Guilty Pleasure"         | انگلیسی, زبان کرواتی    | ۷۵        | ۱۱    |
| ۱۲  | دانمارک   | ردی                           | "The Show"                | انگلیسی                 | ۵۵        | ۱۳    |
| ۱۳  | اتریش     | لومیکس به همراه پیا ماریا     | "Halo"                    | انگلیسی                 | ۴۲        | ۱۵    |
| ۱۴  | ایسلند    | سیستور                        | "Með hækkandi sól"        | زبان ایسلندی            | ۱۰۳       | ۱۰    |
| ۱۵  | یونان     | آماندا تنفیورد                | "Die Together"            | انگلیسی                 | ۲۱۱       | ۳     |
| ۱۶  | نروژ      | سابوولفر                      | "Give That Wolf a Banana" | انگلیسی                 | ۱۷۷       | ۶     |
| ۱۷  | ارمنستان  | رزا لین                       | "اسنپ (ترانه رزا لین)"    | انگلیسی                 | ۱۸۷       | ۵     |

### نیمه‌نهایی ۲
| R/O | کشور"         | هنرمند            | ترانه             | زبان                    | امتیازات" | مکان" |
| --- | ------------- | ----------------- | ----------------- | ----------------------- | --------- | ----- |
| ۰۱  | فنلاند        | راسموس            | "Jezebel"         | انگلیسی                 | ۱۶۲       | ۷     |
| ۰۲  | اسرائیل       | Michael Ben David | "I.M"             | انگلیسی                 | ۶۱        | ۱۳    |
| ۰۳  | صربستان       | کانستراکتا        | "In corpore sano" | زبان صربی, لاتین        | ۲۳۷       | ۳     |
| ۰۴  | آذربایجان     | نادر رستملی       | "Fade to Black"   | انگلیسی                 | ۹۶        | ۱۰    |
| ۰۵  | گرجستان       | سیرکس میرکس       | "Lock Me In"      | انگلیسی                 | ۲۲        | ۱۸    |
| ۰۶  | مالت          | اما موسکات        | "I Am What I Am"  | انگلیسی                 | ۴۷        | ۱۶    |
| ۰۷  | سان مارینو    | آکیله لائورو      | "Stripper"        | زبان ایتالیایی, انگلیسی | ۵۰        | ۱۴    |
| ۰۸  | استرالیا      | شلدون رایلی       | "Not the Same"    | انگلیسی                 | ۲۴۳       | ۲     |
| ۰۹  | قبرس          | آندروماکی         | "Ela" (Έλα)       | انگلیسی, زبان یونانی    | ۶۳        | ۱۲    |
| ۱۰  | ایرلند        | بروک              | "That's Rich"     | انگلیسی                 | ۴۷        | ۱۵    |
| ۱۱  | مقدونیه شمالی | آندره‌آ            | "Circles"         | انگلیسی                 | ۷۶        | ۱۱    |
| ۱۲  | استونی        | استفان هایراپتیان | "Hope"            | انگلیسی                 | ۲۰۹       | ۵     |
| ۱۳  | رومانی        | دبلیوآراس         | "Llámame"         | انگلیسی, زبان اسپانیایی | ۱۱۸       | ۹     |
| ۱۴  | لهستان        | اوخمن             | "River"           | انگلیسی                 | ۱۹۸       | ۶     |
| ۱۵  | مونته‌نگرو     | ولادانا           | "Breathe"         | انگلیسی, ایتالیایی      | ۳۳        | ۱۷    |
| ۱۶  | بلژیک         | جرمی مکیزی        | "Miss You"        | انگلیسی                 | ۱۵۱       | ۸     |
| ۱۷  | سوئد          | کورنلیا یاکوبز    | "Hold Me Closer"  | انگلیسی                 | ۳۹۶       | ۱     |
| ۱۸  | چک            | وی آر دومی        | "Lights Off"      | انگلیسی                 | ۲۲۷       | ۴     |

### فینال
| R/O | کشور"     | هنرمند                        | ترانه                     | زبان               | امتیازات" | مکان" |
| --- | --------- | ----------------------------- | ------------------------- | ------------------ | --------- | ----- |
| ۰۱  | چک        | وی آر دومی                    | "Lights Off"              | انگلیسی            | ۳۸        | 22    |
| ۰۲  | رومانی    | دبلیوآراس                     | "Llámame"                 | انگلیسی, اسپانیایی | ۶۵        | ۱۸    |
| ۰۳  | پرتغال    | مارو                          | "Saudade, saudade"        | انگلیسی, پرتغالی   | ۲۰۷       | ۹     |
| ۰۴  | فنلاند    | راسموس                        | "Jezebel"                 | انگلیسی            | ۳۸        | 21    |
| ۰۵  | سوئیس     | ماریوس بر                     | "Boys Do Cry"             | انگلیسی            | ۷۸        | ۱۷    |
| ۰۶  | فرانسه    | آلوان و آهز                   | "Fulenn"                  | زبان برتون         | ۱۷        | ۲۴    |
| ۰۷  | نروژ      | سابوولفر                      | "Give That Wolf a Banana" | انگلیسی            | ۱۸۲       | ۱۰    |
| ۰۸  | ارمنستان  | رزا لین                       | "اسنپ (ترانه رزا لین)"    | انگلیسی            | ۶۱        | ۲۰    |
| ۰۹  | ایتالیا   | محمود و بلانکو                | "Brividi"                 | ایتالیایی          | ۲۶۸       | ۶     |
| ۱۰  | اسپانیا   | شنل                           | "SloMo"                   | اسپانیایی, انگلیسی | ۴۵۹       | ۳     |
| ۱۱  | هلند      | اس۱۰                          | "De diepte"               | Dutch              | ۱۷۱       | ۱۱    |
| ۱۲  | اوکراین   | کالوش                         | "Stefania" (Стефанія)     | Ukrainian          | ۶۳۱       | ۱     |
| ۱۳  | آلمان     | مالیک هریس                    | "Rockstars"               | انگلیسی            | ۶         | ۲۵    |
| ۱۴  | لیتوانی   | مونیکا لیو                    | "Sentimentai"             | Lithuanian         | ۱۲۸       | ۱۴    |
| ۱۵  | آذربایجان | نادر رستملی                   | "Fade to Black"           | انگلیسی            | ۱۰۶       | ۱۶    |
| ۱۶  | بلژیک     | جرمی مکیزی                    | "Miss You"                | انگلیسی            | ۶۴        | ۱۹    |
| ۱۷  | یونان     | آماندا تنفیورد                | "Die Together"            | انگلیسی            | ۲۱۵       | ۸     |
| ۱۸  | ایسلند    | سیستور                        | "Með hækkandi sól"        | Icelandic          | ۲۰        | ۲۳    |
| ۱۹  | مولدووا   | زدوب سی زدوب و آدواهوو برادرز | "Trenulețul"              | Romanian, انگلیسی  | ۲۵۳       | ۷     |
| ۲۰  | سوئد      | کورنلیا یاکوبز                | "Hold Me Closer"          | انگلیسی            | ۴۳۸       | ۴     |
| ۲۱  | استرالیا  | شلدون رایلی                   | "Not the Same"            | انگلیسی            | ۱۲۵       | ۱۵    |
| ۲۲  | بریتانیا  | سم رایدر                      | "Space Man"               | انگلیسی            | ۴۶۶       | ۲     |
| ۲۳  | لهستان    | اوخمن                         | "River"                   | انگلیسی            | ۱۵۱       | ۱۲    |
| ۲۴  | صربستان   | کانستراکتا                    | "In corpore sano"         | صربی, لاتین        | ۳۱۲       | ۵     |
| ۲۵  | استونی    | استفان                        | "Hope"                    | انگلیسی            | ۱۴۱       | ۱۳    |